# 波多黎各独立运动

拉雷斯呼声旗

波多黎各独立运动是指争取波多黎各独立的政治运动。在波多黎各历史上，其居民多次发起争取独立的运动。先是从1493年至1898年反抗西班牙帝国，之后则寻求从美国独立。如今，这一运动最常以1868年“拉雷斯呼声”起义使用的旗帜为代表。
岛上存在支持自治、民族主义和独立的多种政治派系。从19世纪初开始，波多黎各的独立组织尝试通过和平的政治手段和暴力的革命行动来实现目标。1868年9月23日，在“拉雷斯呼声”起义中，发表了反对西班牙统治的波多黎各独立宣言。在起义中，波多黎各革命委员会的成员及其追随者宣布起义的旗帜为独立的“波多黎各共和国”国旗，成为波多黎各的第一面旗帜。自20世纪下半叶以来，独立运动在选票上明显落后于支持联邦领地地位和支持成为州的运动。在1967年（0.60%）、1993年（4.47%）、1998年（2.6%）的地位公投中，独立选项的支持率均不足4.5%。
2012年11月6日举行的第四次公投中，有54%的人投票支持改变波多黎各的地位，但联邦政府未采取行动。第五次公投于2017年6月11日举行，投票率为23%，是波多黎各历次地位公投中最低的。独立选项与联邦领地选项绑定，仅获得了1.50%的支持率。第六次公投于2020年11月3日举行，52.52%的选民投票支持成为州。第七次公投将于2024年11月5日举行。
在2020年波多黎各大选中，波多黎各独立党获得13.6%的选票，相较于2016年大选的2.1%支持率有显著增长。